# Natalia Dorado
Natalia Dorado Gómez (Madrid, 25 februari 1967) is een Spaans voormalig hockeyster.
Dorado werd in met de Spaanse ploeg 1992 in eigen land olympisch kampioen.

## Erelijst
- 1986 – 11e Wereldkampioenschap in Amstelveen
- 1990 – 5e Wereldkampioenschap in Sydney
- 1991 - 6e Champions Trophy Berlijn
- 1992 –  Olympische Spelen in Barcelona
- 1994 – 5e Wereldkampioenschap in Dublin
- 1995 –  Europees kampioenschap in Amstelveen
- 1996 – 8e Olympische Spelen in Atlanta